# 巴藏坦
巴藏坦（法語：Bazentin，法語發音：[bazɑ̃tɛ̃]）是法国上法蘭西大區索姆省的一个市镇，属于佩罗讷区。
巴藏坦是法国博物学家让-巴蒂斯特·拉马克的故乡。

## 地理
巴藏坦（50°1'49"N, 2°45'47"E）面积5.1 平方千米，位于法国上法蘭西大區索姆省，该省份为法国北部沿海省份，北起加来海峡省和北部省，西接滨海塞纳省和大西洋英吉利海峡，南至瓦兹省，东临埃纳省。
与巴藏坦接壤的市镇（或旧市镇、城区）包括：马坦皮什、孔塔尔迈松、隆格瓦勒、皮卡第地区蒙托邦、卡尔努瓦-马梅。

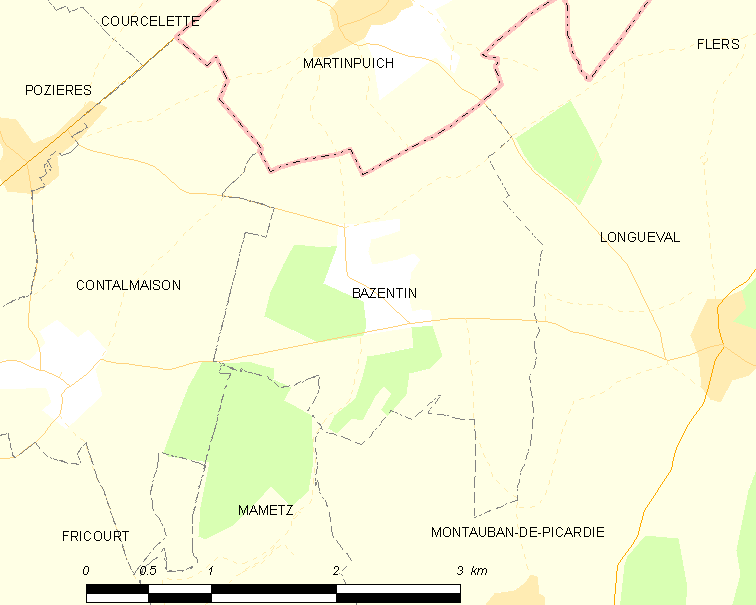
巴藏坦的OSM定位图

巴藏坦的时区为UTC+01:00、UTC+02:00（夏令时）。

## 行政
巴藏坦的邮政编码为80300，INSEE市镇编码为80059。

## 政治
巴藏坦所属的省级选区为阿尔贝县。

## 人口

1962-2008年间巴藏坦人口变化图示

巴藏坦于2022年1月1日时的人口数量为82人。